# Casa Consistorial de Birmingham
La Casa Consistorial de Birmingham, Inglaterra, es la sede del Concejo de la Ciudad de Birmingham y, en consecuencia, la sede del gobierno local de la ciudad. Aloja las oficinas tanto de los empleados del consejo, incluyendo al jefe ejecutivo y los miembros electos del consejo, así como la cámara del consejo, la oficina del Lord Alcalde, salas de comités, de invitados y una galería de trovadores. El balcón exterior del segundo piso se usa por dignatarios visitantes y equipos deportivos victoriosos para dirigirse a las multitudes que se reúnen al exterior del edificio. La Casa Consistorial, que tiene su propio código postal, se ubica en Victoria Square en el centro de la ciudad y es un edificio catalogado de grado II.
La fachada del edificio que da hacia Chamberlain Square es la entrada y fachada del Museo y Galería de Arte que ocupa parte del mismo edificio.

## Historia

### Planeamiento
EL terreno en el que se ubica la casa consistorial fue adquirido en 1853. Correspondía a la calle Ann donde se ubicaban propietadaes como el "Gabinete de Curiosidades", una tienda de ropa que se anunciaba como "Una exhibición para el observador curioso de fenómenos naturales". El edificio tenía una torre del reloj coronada con un asta de bandera y su parte superior mostraba trabajos de crestería. Las paredes blancas estaban llenas de anuncios. Los últimos poseedores del edificio fue la familia Suffield, ancestros de J. R. R. Tolkien.
El terreno fue cercado pero las constantes dificultades financieras retrasaron la construcción hasta 1871 cuando el consejo finalmente aceptó construir las oficinas. Se organizó un concurso de diseño y el consejo recibió 19 proyectos, número muy bajo en comparación a los 179 que recibió la ciudad de Sheffield. La decisión fue pospuesta por nuevas dificultades financieras y la decisión se quedó entre la propuesta gótica de Martin & Chamberlain y el clásico de Yeovile Thomason.

### Construcción y extensiones

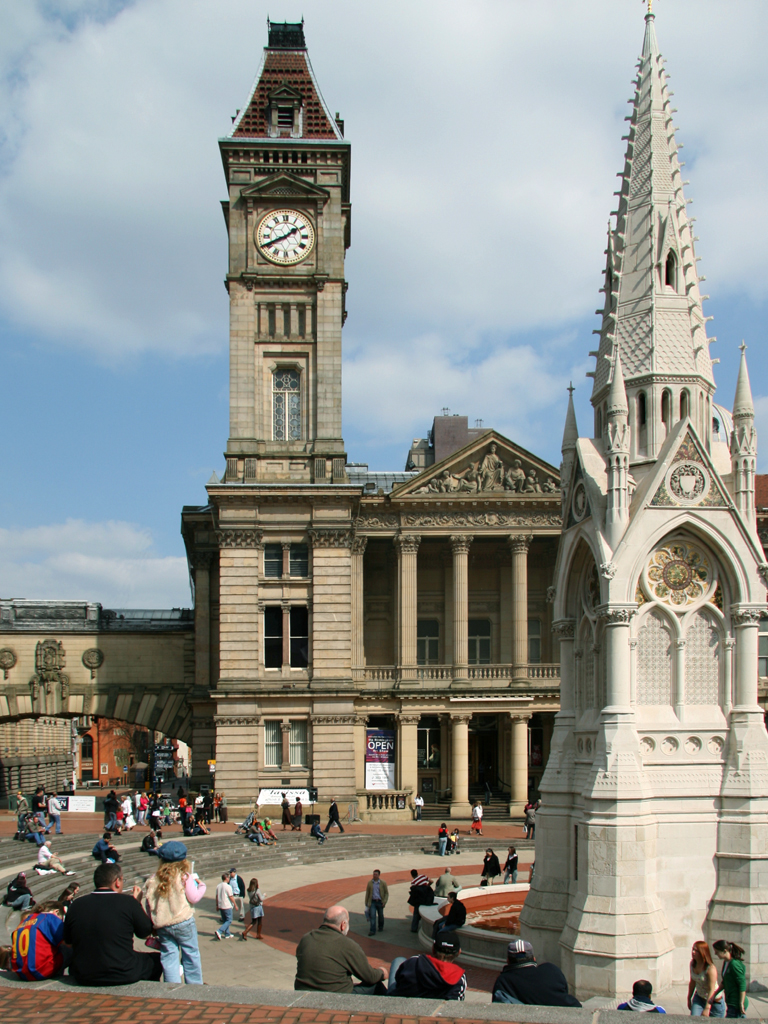
Museo y Galería de Arte de Birmingham & la torre del reloj, Big Brum

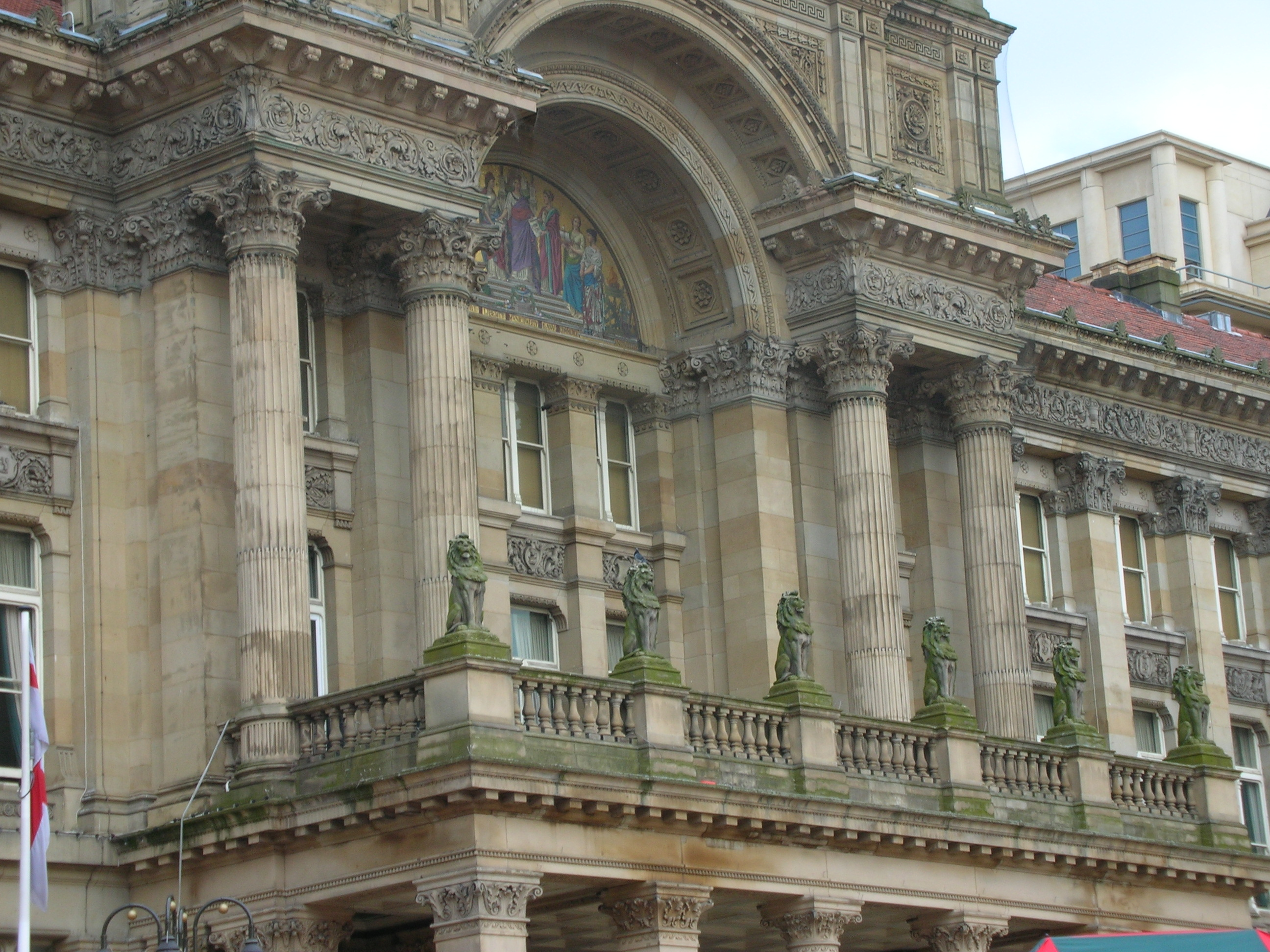
Balcón de la Casa Consistorial

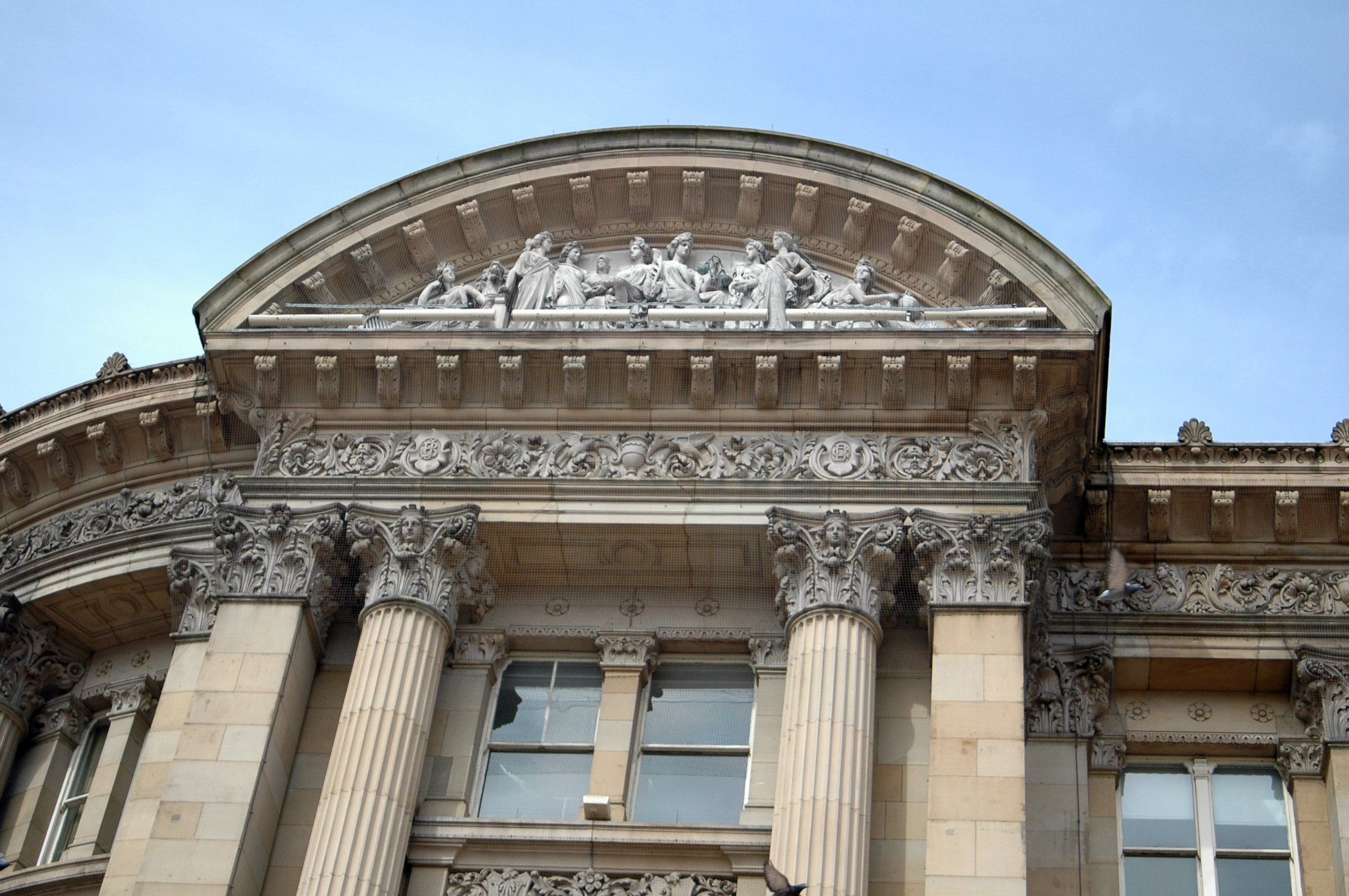
Detalles de la Casa Consistorial

Fue elegido el diseño de Thomason que mostraba una sección central con una gran puerta cochera hexástilo de orden corintio sosteniendo un balcón con un arco y tímpano flanqueado por pilares y columnas que, a su vez, cargan un gran frontón labrado. Sin embargo, se realizaron añadidos a la entrada de la galería de arte y la torre del reloj. Tanto el reloj como la torre son conocidos localmente como "Big Brum". La construcción se inició en 1874 cuando se puso la primera piedra por parte del alcalde Joseph Chamberlain. El edificio fue terminado en 1879 y costó 163,000 libras esterlinas (equivalentes a 16'700,000 en 2019). Se generó un debate para decidir el nombre del edificio entre las opciones "Sala Municipal", "Casa Consistorial" y Guildhall.
La Casa Consistorial fue extendida casi inmediatamente entre 1881 y 1885. El arquitecto fue nuevamente Yeoville Thomason. Fue una compinación de galería de arte, mueso y sede de la coporación del Departamento de Gas de cuyo presupuesto se subsidió el edificio ya que la legislación limitaba el gasto público en artes.

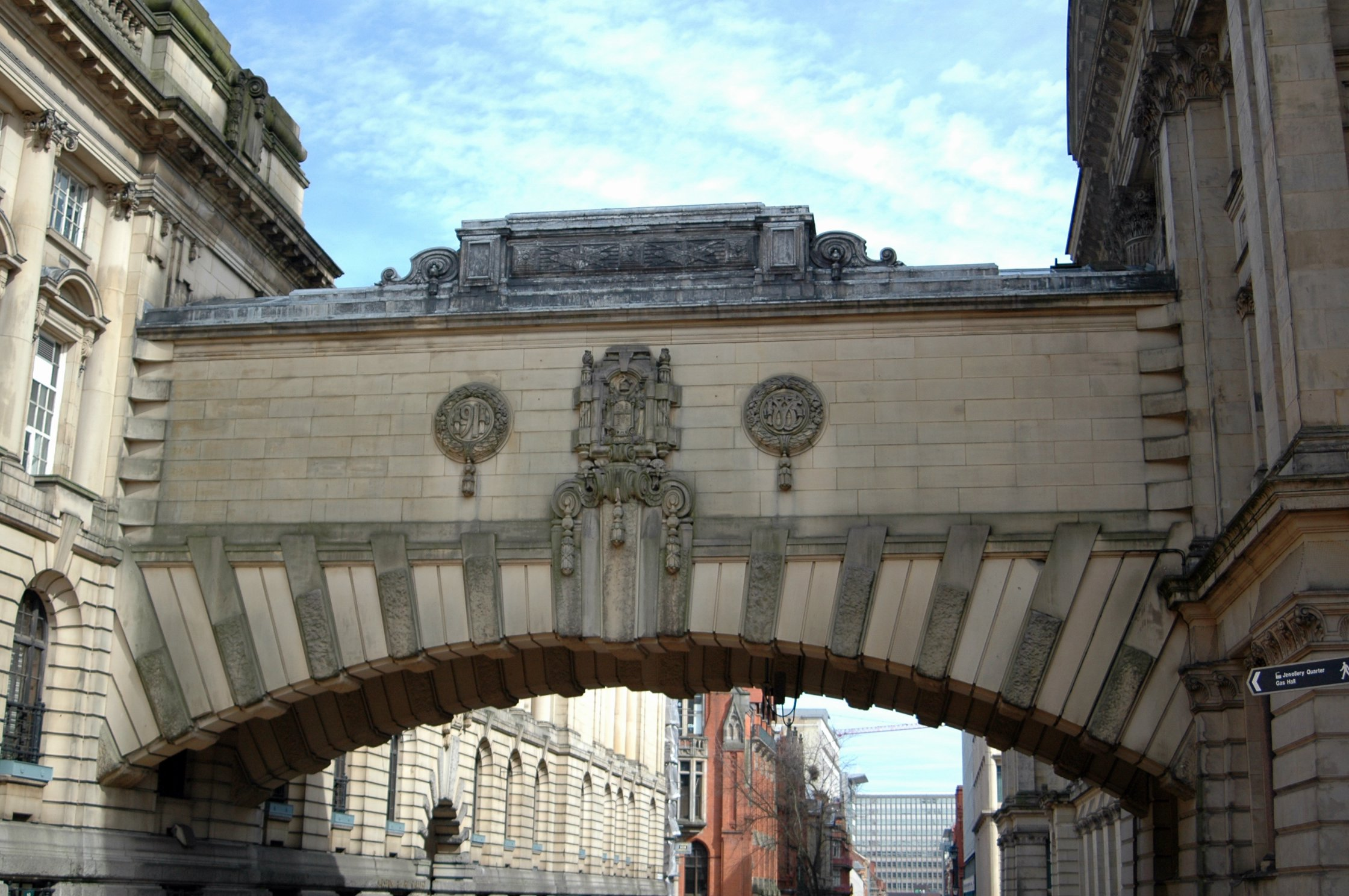
Pasaje de unión entre la galería de arte original y extensión de 1911-19.

Alrededor de la entrada principal, que da hacia Victoria Square, el frontón contiene un mosaico veneciano hecho por la casa Salviati.   Encima de este, se muestra esculpida una imagen de Britannia recibiendo a los trabajadores de Birmingham. La misma Victoria Square estuvo ocupada por la Iglesia de Cristo, un edificio que fue demolido en 1899.
El 9 de agosto de 1902, la casa y el ayundamiento fueron iluminados en celebración de la coronación del Rey Eduardo VII y la Reina Alejandra.
La casa fue extendida una segunda vez entre 1911-1919 por los arquitectos Ashley & Newman. Se le añadió una cuadra más al norte y se conectó con el edificio original por un pasaje abovedado que se parece al Puente de los Suspiros de Venecia. Esta extensión aloja las Galerías de Arte Feeney.

## Monumentos
En la casa consistorial se alojan muchos monumentos, muchos de los cuales no son accesibles al público en general excepto cuando es solicitado. Podemos citar:
- A los ciudadanos de Birmingham por los exiliados belgas durante la Primera Guerra Mundial.
- A los miembros de la cuadrilla de guardianes que sirvieron en la Primera Guerra Mundial.
- Al capitán Ronald Wilkinson que murió tratando de desactivar una bomba puesta por el who died trying to defuse an IRA en Edgbaston el 17 de septiembre de 1973.
- A los miembros del departamento del tesoro de la ciudad que sirvieron en la Segunda Guerra Mundial.
- A los miembros del departamento de energía que murieron durante la Primera Guerra Mundial.
- A los miembros del departamento de obras públicas y planeamiento urbano que murieron en ambas guerras mundiales.
- A los miembros del departamento de veterinaria que murieron durante la Primera Guerra Mundial.
- A John Skirrow Wright, que murió en el edificio.
- Una placa azul conmemorando las cinco generaciones consecutivas de la familia Martineau que sirvieron como Lord Alcalde.